# 치치카스테낭고

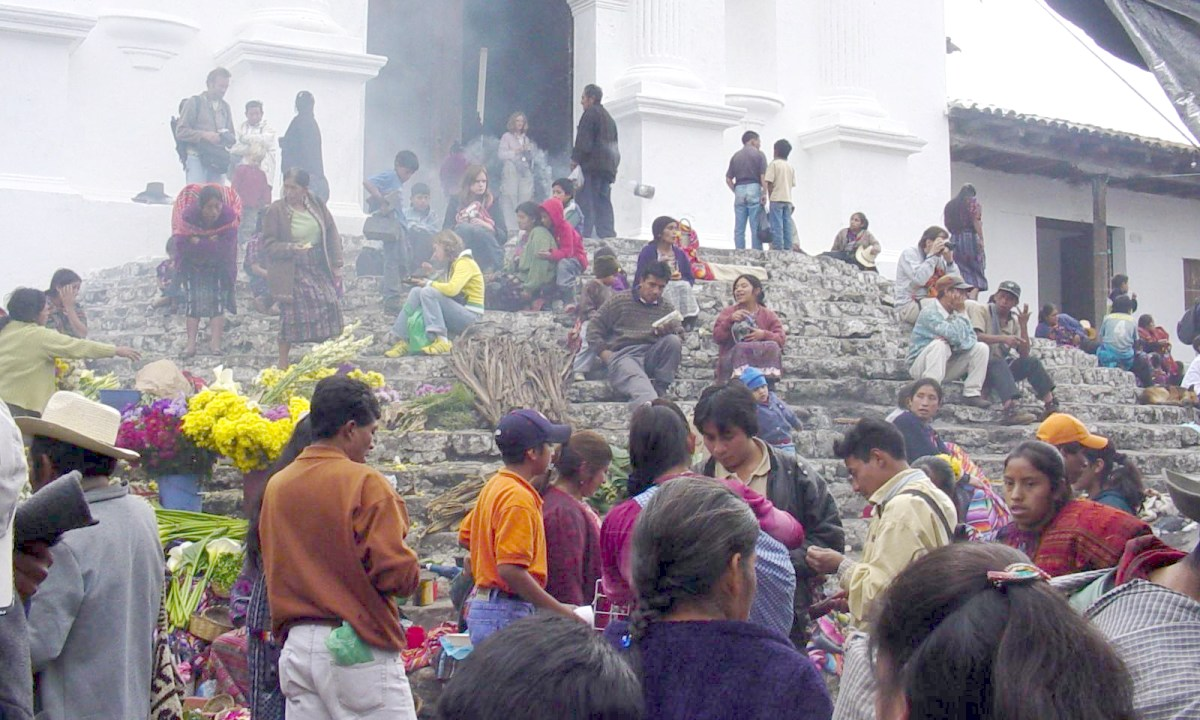
치치카스테낭고의 시장

치치카스테낭고(스페인어: Chichicastenango)는 과테말라 키체주의 도시로 면적은 400km2, 높이는 1,965m, 인구는 107,193명(2002년 기준)이다. 과테말라의 수도인 과테말라 시에서 140km 정도 떨어진 곳에 위치한다.